# Sanita Pušpure
Sanita Pušpure (Riga, 21 december 1981) is een Ierse roeister van Letse afkomst. Zij is tweevoudig wereldkampioen in de skiff.

## Levensloop
Pušpure begon met roeien in haar geboorteland. Zij werd in 2003 derde op het Wereldkampioen tot 23 jaar. Het jaar daarop won zij een gouden medaille op de Universiade.
Nadat haar man Kaspar in 2006 een baan kreeg op Dublin Airport verhuisde het stel naar Ierland. Aanvankelijk woonden zij in Cork.  Pušpure nam in 2009 deel aan de Ierse nationale kampioenschappen en werd eerste op de Ierse nationale kampioenschappen. Een jaar daarop werd zij zowel in de skiff als in de dubbel-twee Iers kampioen. Vanaf dat jaar nam zij namens Ierland deel aan Wereldbekerwedstrijden.
Pušpure mocht pas na het verkrijgen van de Ierse nationaliteit in 2011 meedoen aan de Wereldkampioenschappen. Zij probeerde zich samen met Lisa Dilleen in de dubbel-twee te plaatsen voor de Olympische Zomerspelen in Londen, maar het duo werd bij de Wereldkampioenschappen twaalfde, waar een achtste plek nodig was voor kwalificatie. Tijdens het Olympisch kwalificatietoernooi in mei 2012 plaatste zij zich alsnog in de skiff. Daarmee werd zij de eerste skiffeuse sinds 1980 die Ierland vertegenwoordigde op de Olympische Spelen. In Londen eindigde Pušpure als dertiende.
Op de Europese kampioenschappen in 2014 in Belgrado behaalde Pušpure haar eerste medaille op een internationaal titeltoernooi, te weten brons. Twee jaar deed zij mee aan de Olympische Spelen in Rio de Janeiro. Met wederom een dertiende plaats evenaarde ze haar resultaat van vier jaar eerder.
De grootste successen van haar roeicarrière boekte Pušpure in 2018 en 2019. Zij werd tweemaal wereldkampioen in de skiff, gevolgd door twee Europese titels in 2019 en 2020. Pušpure vertrok in 2021 als een van de favorieten naar de Olympische Spelen in Tokio. De series en kwartfinale kwam zij eenvoudig door, maar zij strandde in de halve finale met een vijfde plek. Achteraf gaf de Ierse Olympische Bond een verklaring uit waarin zij stelde dat Pušpure zich al enkele dagen niet goed voelde. Zij nam niet deel aan de B-finale en eindigde daardoor het toernooi officieel als twaalfde.

## Persoonlijk
Samen met haar man Kaspar heeft Pušpure twee kinderen.